# 平野元 (政治家)
平野 元（ひらの はじめ、1930年（昭和5年）10月3日 - ）は、日本の政治家、元岐阜県山県市長（2期）。

## 来歴
岐阜県出身。岐阜県立長良高等学校卒。岐阜県庁職員、中部女子短期大学事務局長を経て。山県郡高富町の町長となる。高富町は2003年に伊自良村、美山町と合併し、山県市となる。合併後の市長選挙に立候補し、無投票で初当選した。4月27日に就任した。2007年の市長選挙でも無投票で再選。山県市長を2期務めた。2011年4月26日に退任した。